# Stenoma cora
Stenoma cora es una especie de polilla del género Stenoma, orden Lepidoptera.

## Taxonomía
Fue descrita científicamente por Busck en 1914.